# M.A.X. Automation
Die MAX Automation ist ein börsennotierter deutscher Industrieanlagenanbieter mit Sitz im nordrhein-westfälischen Düsseldorf. Das Unternehmen mit 20 Standorten entwickelt technologische Lösungen und industrielle Produkte unter anderem für die Automobilindustrie, Prozess-Technik, Automatisierungslösungen für die Medizintechnik sowie Umwelttechnik. Die Exportquote liegt bei rund 60 Prozent.
Das Unternehmen wurde am 1. Juni 1990 als Beteiligungsgesellschaft für mittelständische Unternehmen namens M.A.X. Holding Aktiengesellschaft in München gegründet. MAX ist beteiligt an bzw. hat erworben unter anderem AIM Micro Systems, Vecoplan, Essert GmbH, iNDAT Robotics, die AIM-Gruppe und bdtronic.
1994 wurden die Firmenaktien erstmals am geregelten Markt der Börsen Frankfurt und München gelistet. Seit 2003 sind sie im General Standard der Deutschen Börse, seit 2015 im Prime Standard. 2003 erfolgte auch der Umzug nach Düsseldorf. Die Umbenennung in MAX Automation AG erfolgte 2005, die in die Rechtsform der Europäischen Gesellschaft (Societas Europaea, SE) 2018. Die Günther-Gruppe gilt mit 34,9 Prozent der Aktien als Ankerinvestor von MAX.